# Candona sigmoides
Candona sigmoides är en kräftdjursart som beskrevs av Sharpe 1897. Candona sigmoides ingår i släktet Candona och familjen Candonidae. Inga underarter finns listade.